# Papa Adeodat al II-lea
Papa Adeodat al II-lea (n.  ?, Roma, Italia – d. 17 iunie 676 d.Hr., Roma, Imperiul Roman de Răsărit) a fost al 77-lea papă al Bisericii Catolice de la 11 aprilie 672 până la 17 iunie 676.

Puține sunt informațiile asupra vieții și activității acestui papă. Se știe că era deja bătrân în momentul în care a fost ales papă, provenea din rândul călugărilor mănăstirii romane a Sfântului Erasm (Sant'Erasmo) de pe muntele Celio. Activitatea lui s-a remarcat în îmbunătățirea disciplinei monastice și – mai ales – în reprimarea ereziei monoteliste.
Deseori este numit simplu cu numele de Adeodat (fără numeralul ordinar) deoarece predecesorul său omonim este numit simplu Deusdedit.

## Biografie
- Biagia Catanzaro, Francesco Gligora, „Breve Storia dei papi, da San Pietro a Paolo VI”, Padova 1975, pag. 77 și;
- Biographisch-Bibliographischen Kirchenlexikon (BBKL) Catholic Encyclopedia.
- http://en.wikisource.org/wiki/Catholic_Encyclopedia_(1913)/Pope_St._Adeodatus